# Bánrévy Gábor
Bánrévy Gábor, (1929 - 2013) magyar jogász, nyugalmazott egyetemi tanár, professzor emeritus a nemzetközi magánjog és a nemzetközi gazdasági kapcsolatok jogának kiemelkedő művelője.

## Életpályája
1951-ben szerzett diplomát az ELTE Állam- és Jogtudományi Karán. 1960 és 1968 között a TANNIMPEX külkereskedelmi vállalat jogtanácsosa volt. 1968 és 1995 között a Külkereskedelmi Minisztérium (illetve jogutódai ) jogi főosztályvezetőjeként dolgozott. 1978 és 1995 között JATE AJK egyetemi docense volt. Közreműködött a Pázmány Péter Katolikus Egyetem Jog- és Államtudományi Kar megalapításában, dékánhelyettes volt illetve a Nemzetközi Magánjogi Tanszékén tanított.

## Emlékezete
A Lósy Imre Alapítvány a Pázmány Péter Katolikus Egyetem Jog- és Államtudományi Karáért kuratóriuma - az örökösök felajnálását elfogadva - megalapította a Bánrévy Gábor-ösztöndíjat. 

## Díjai, elismerései
- Magyar Köztársaság Csillagrendje (1990),
- Magyar Köztársasági Érdemrend Tiszti Keresztje (1996),
- Apáczai Csere János-díj (2000);

## Társadalmi szerepvállalása
International Law Association, magyar tagozat, elnökhelyettes.

## Művei
- A nemzetközi gazdasági és személyi viszonyok jogi szabályozása (Szeged, 1980),
- Nemzetközi gazdasági kapcsolatok joga (1998, 5. kiadás: 2005).